# Ulica Stawiszyńska w Kaliszu
Ulica Stawiszyńska (dawniej 23 Stycznia) – ulica w Kaliszu znajdująca się w dzielnicach Śródmieście, Chmielnik i Majków. Jest to najdłuższa ulica Chmielnika i Majkowa. Jest także fragmentem dwóch dróg krajowych: nr 12 i nr 25. Stanowi główną drogę wylotową z miasta na Konin i Bydgoszcz.

## Przebieg
Ulica Stawiszyńska zaczyna się na skrzyżowaniu z ulicą Warszawską, ulicą 3 Maja i placem Jana Kilińskiego, przechodzi przez most Bernardyński nad Kanałem Bernardyńskim wychodząc tym samym ze Śródmieścia i idąc od tej pory na granicy Chmielnika i Majkowa. Krzyżuje się z dwoma alejami – Władysława Sikorskiego i Wojska Polskiego. Po około 1,6 km odchodzi od niej ulica Cypriana Godebskiego. Ulica Stawiszyńska kończy się na granicy miasta.

## Obiekty
- kościół Nawiedzenia NMP, nr. 2
- kościół Zielonoświątkowy, nr. 8
- wspólnota mieszkaniowa, nr. 8
- dworek, nr. 16
- dom opieki Caritas, nr. 20
- stacja benzynowa Shell, nr. 28
- dom, nr. 33
- sklep Społem, nr. 58
- stacja początkowa Kaliskiej Kolei Dojazdowej Kalisz Wąskotorowy (zlikwidowana)
- bankomat Banku Zachodniego WBK, nr. 111

Oprócz wyżej wymienionych obiektów przy ulicy Stawiszyńskiej znajdują się głównie budynki mieszkalne.

## Komunikacja
Po ulicy Stawiszyńskiej jeżdżą następujące linie Kaliskich Linii Autobusowych:
- 5 (Dworzec PKP – Godebskiego)
- 15 (Długa Pętla – Skalmierzyce)
- 18 (Wyszyńskiego – Długa Pętla)
- 19 (Wyszyńskiego – Godebskiego)

Znajduje się tutaj dziewięć przystanków.